# ブレムガルテン・サーキット
座標: 北緯46度57分00秒 東経7度24分39秒 / 北緯46.95000度 東経7.41083度
ブレムガルテン・サーキット（Rundstrecken Bern）は、スイスの首都ベルンの郊外にあったサーキットである。
1933年から1954年までのヨーロッパ・ドライバーズ選手権・スイスグランプリ（1947年から1954年まではフォーミュラ1）と、ロードレース世界選手権のスイスグランプリが開催された。
1931年、ベルン北部のブレンガルテンの森（Bremgartenwald）にオートバイレースのサーキットとして建設された。サーキットには完全なストレートコースがなく、高速コーナーが連続するレイアウトであった。1934年に最初の自動車レースが開催されたが、このレースでイギリスのレーサー・ヒュー・ハミルトンが命を落とした。1948年にはイタリアのレーサー・アキーレ・ヴァルツィが亡くなった。ブレムガルテンは森の中にあるため、コースの日当たりが劣悪であることと、特に降雨時の路面の変化により、当初から危険なサーキットであるという評判があった。
コースレコードはベルント・ローゼマイヤーが1936年に750kgフォーミュラのアウトウニオン・グランプリカーで記録した2分34秒5であり、以降閉鎖まで19年間破られなかった。
1955年のル・マン24時間レースにおける事故により、スイス国内でのヒルクライムとラリー以外のモータースポーツが法律で禁止されたため、それ以降レースには使用されていない。1982年のスイスグランプリは、フランスのディジョン・プレノワ・サーキットで行われた。2007年6月6日、モータースポーツの禁止を解除する法案が賛成97名、反対77名により国民議会（下院）を通過した。しかし、この法案は全州議会（上院）を通過できず、2回否決された後に2009年に撤回された。